# 呼吸 (サクラメリーメンのアルバム)
呼吸（こきゅう）は、サクラメリーメンが2008年11月19日にSPEEDSTAR RECORDSからリリースされた、2枚目のフル・スタジオ・アルバム。

## 概要
- 「ロングロード・オデッセイ」に続くアルバム。

## 収録曲
1. サテライト（4：19）
2008年7月23日から、着うた・着うたフル、ミュージックサイトからのダウンロード購入等の先行配信が開始されている。
2. 君のカケラ（4：13）
5thシングル。
3. 1986~その先へ（4：23）
「1986」という数字は、Vo&Gtの小西が生まれた年のこと。
4. コトノハ（4：59）
5. ある幸福（3：00）
初期に出来ていた曲。
デビュー前もライブでは演奏していたが、自主制作CDには収録されていない。
6. 魚（2：58）
Dr.森西のお気に入りの曲。
魚である主人公が人間社会を生きるという楽曲。
現代の社会を暗喩しているような楽曲。
7. 待ちぼうけ（4：12）
6thシングル。
前曲の終了から間を置かずに曲が始まり、繋ぎを重視している。
8. センチメント（4：05）
とても明るいメロディーだが、歌詞は恋人との別れの歌。
9. セツナ〜悲しい夜明け〜（4：50）
10. リリィの愛の歌（4：48）
7thシングル。
2008年9月24日から、携帯でのみ着うた・着うたフルが先行配信がされている。
11. 飛べない鳥が空を翔ぶ（4：06）
12. 聞こえる（4：30）
5thシングルのカップリング曲。NTTドコモ四国CMソング。
13. …雲が行く（3：27）

## タイアップ
- 専門学校トライデントCMソング(#1)
- 中国銀行「コ・レ・カ」CMソング(#3)